# ハイ・ストリート (オックスフォード)

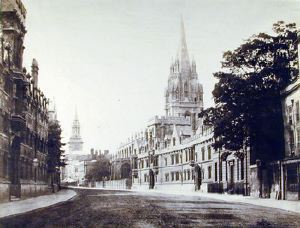
ハイ・ストリートを写した19世紀の写真。西向きに撮影され、左にユニバーシティ・カレッジが、遠方にセント・メアリ教会とオール・セインツ教会の尖塔が見える。

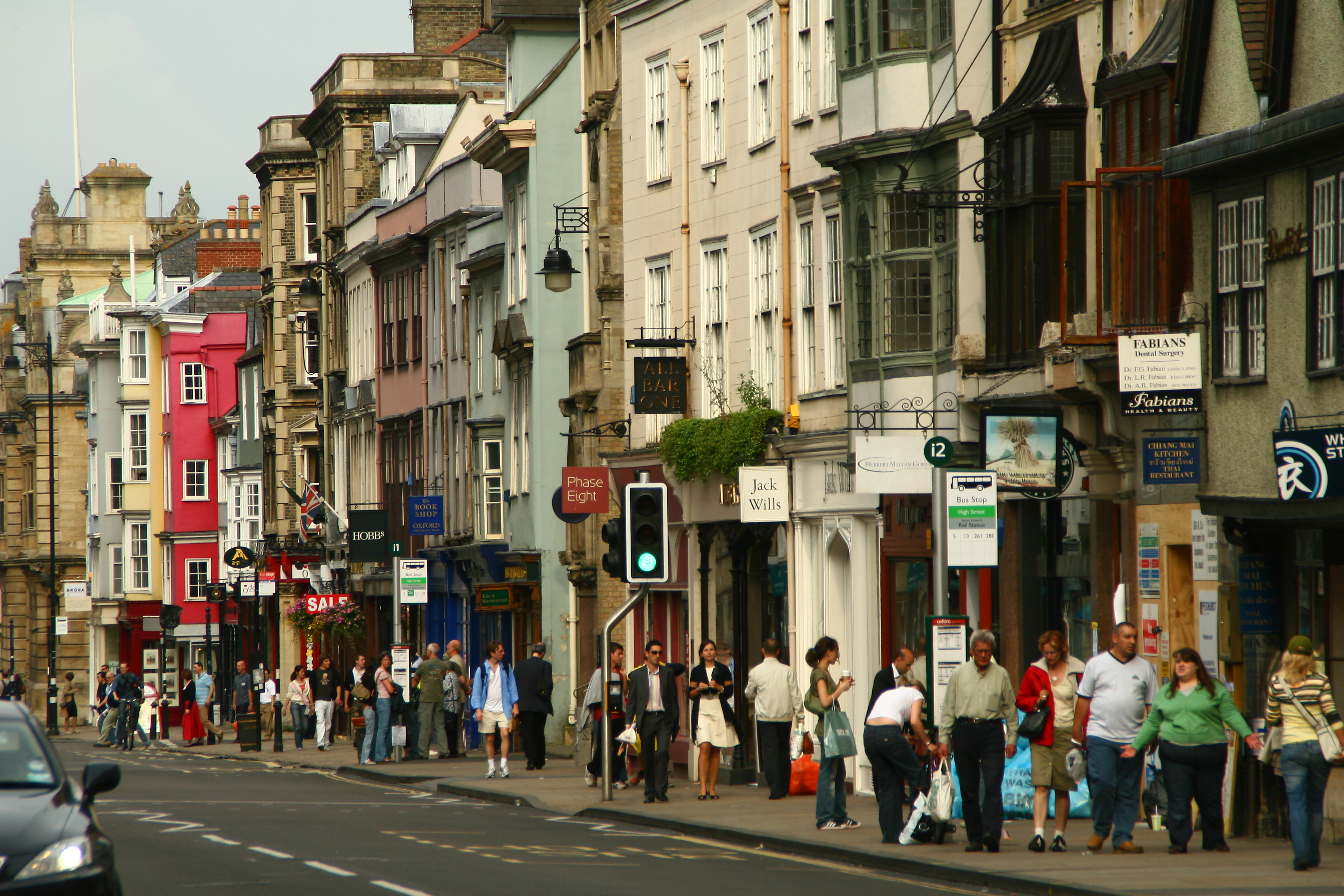
カーファックス側から見た、ハイ・ストリートの南側。

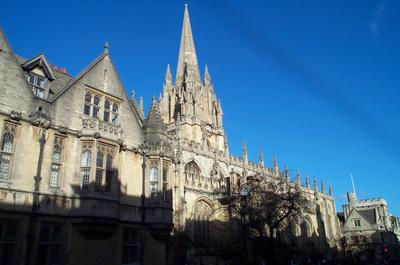
ハイ・ストリートの北側にあるセント・メアリ教会。

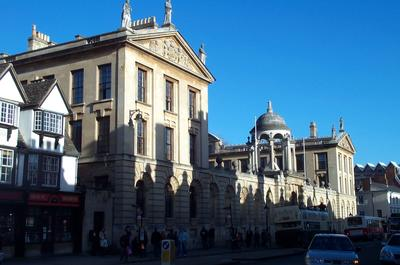
ハイ・ストリートの北側にあるザ・クイーンズ・カレッジ。

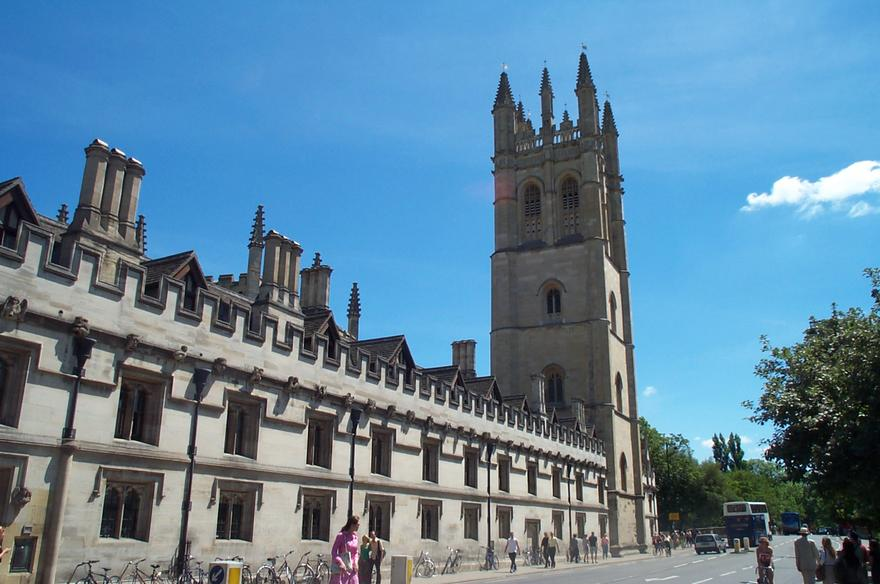
ハイ・ストリートの東のはずれにある、モードリン・タワーが特徴的なモードリン・カレッジ。

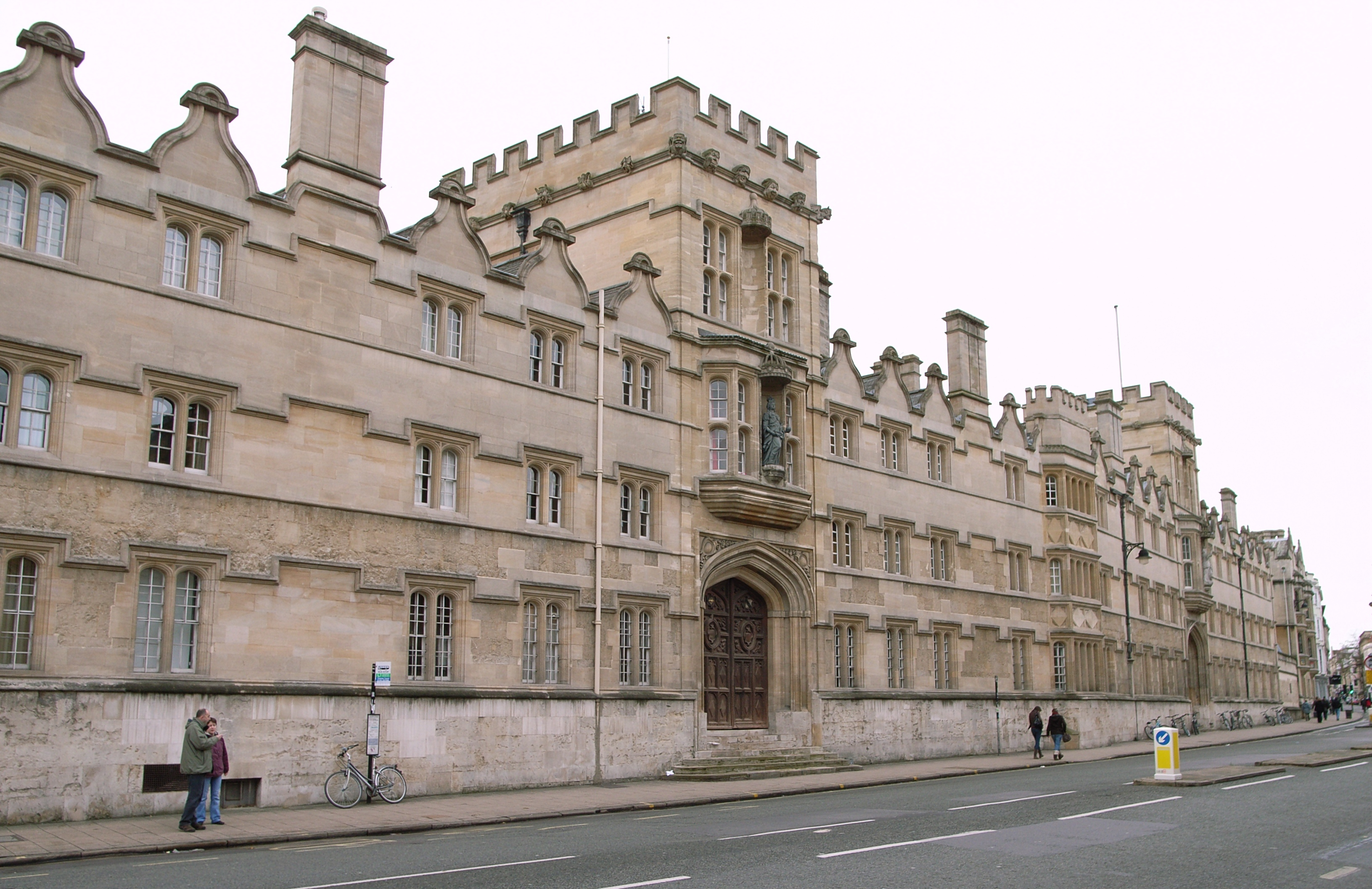
ハイ・ストリートの南側にあるユニバーシティ・カレッジ。

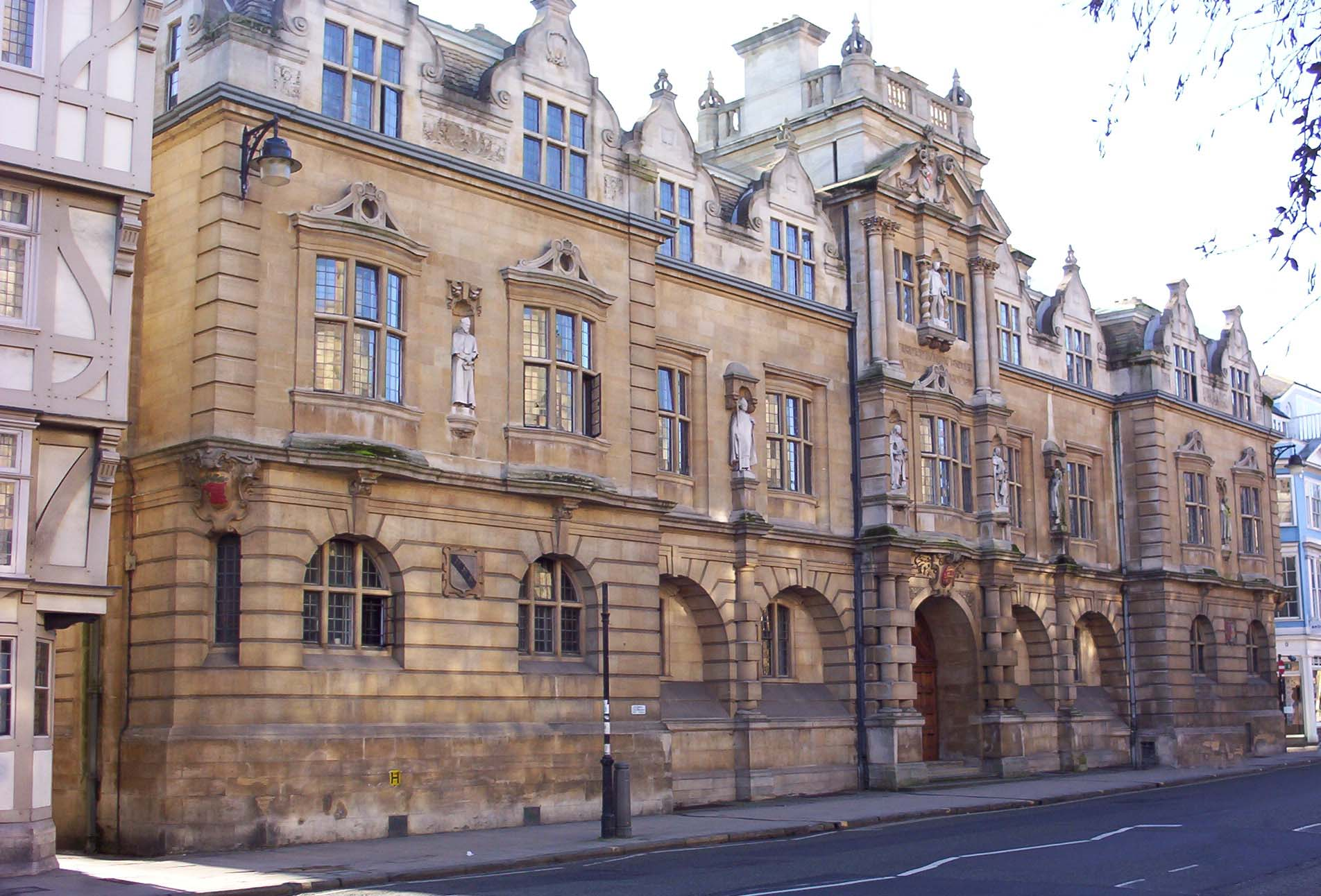
ハイ・ストリートの南側にあるオリオル・カレッジのローズ・ビルディング (The Rhodes Building)。

ハイ・ストリート（英語: High Street、しばしば定冠詞を伴って The High Street）は、オックスフォード大学の関係施設が多数集まっていることで知られるイングランドのオックスフォードにある街路で、市街地の中心部と見なされることが多いカーファックス (Carfax) と、東に位置するモードリン・ブリッジ (Magdalen Bridge) の間を結んでいる。

## 概要
ニコラウス・ペヴズナーはこの通りを「世界で最も偉大なストリートのひとつ」だと述べている。この通りは、緩やかに曲がるカーブを成しており、その姿は数多くの印刷物、絵画、写真等々に表現されてきた。西向きに カーファックスを望み、左にユニバーシティ・カレッジ (University College)、右にザ・クイーンズ・カレッジ (The Queen's College) を配した眺望は、特に広く知られている。沿道にはオックスフォード大学の施設をはじめ、歴史的な建物が並んでいる。地元ではこの通りを「ザ・ハイ (The High)」と称している。

## 沿道の建物
ハイ・ストリートの北側には、西のはずれに、まずリンカーン・カレッジ (Lincoln College) がある。このカレッジの正面入口はタール・ストリート (Turl Street) 側にあり、旧オール・セインツ教会 (All Saints Church) も現在はリンカーン・カレッジの図書館となっている。続いて、東へ進んで、ブレーズノーズ・カレッジ（正面入口はラドクリフ・スクエア (Radcliffe Square) 側）、セント・メアリ教会 (University Church of St Mary the Virgin)、オール・ソウルズ・カレッジ、ザ・クイーンズ・カレッジ、セント・エドムンド・ホール (St Edmund Hall)（正面入口はクイーンズ・レイン (Queen's Lane) 側）、モードリン・カレッジ (Magdalen College)（モードリン・タワー (Magdalen Tower) を含む）が並んでいる。
南側には、西から東へ、オリオル・カレッジ、ユニバーシティ・カレッジ (University College)（シェリー・メモリアル (Shelley Memorial) の外壁にはボイルとフックのプラークがある）、イグザミネーション・ スクールズ (Examination Schools)、ラスキン絵画学校 (Ruskin School of Drawing and Fine Art)、イーストゲート・ホテル（かつての町の入口＝東門の跡）、オックスフォード大学植物園 (University of Oxford Botanic Garden|Botanic Garden) が並んでいる。

## 商業活動
クイーンズ・レインの角にあるクイーンズ・レイン・コーヒー・ハウスは1654年創業で、おそらくはオックスフォード最古のコーヒーハウスであると信じられている。
近傍のコーンマーケット・ストリート (Cornmarket Street) には、数多くのチェーン店が進出しているが、ザ・ハイには多数の独立系専門小売店が並んでいる。その中には、大学の式典などに着用するガウンなどを扱うシェパード&ウッドワード (Shepherd & Woodward)、金細工、宝飾品のペイン&サン (Payne & Son)、版画など骨董としての印刷物を扱うサンダース・オブ・オックスフォード (Sanders of Oxford、ウォーターフィールド書店 (Waterfield's Books)などがある。北側の東の外れ、コーンマーケット・ストリートとタール・ストリートの間には、1774年に創業した歴史のある伝統的な屋内市場であるカバード・マーケット (Covered Market) がある。
後にオックスフォード市長 (Mayor of Oxford) を務めたウィリアム・ヘンリー・バトラー (William Henry Butler) は、19世紀はじめにハイ・ストリートに店を構えたワイン商 (wine merchant) であった。
ヴィクトリア朝の先駆的な写真家であったエドワード・ブレイチャー (Edward Bracher) は、ハイ・ストリート26番地に店を構えていた。写真家ヘンリー・タウント (Henry Taunt) は、1856年に、この店の店員となった。後にタウントは、1894年にブロード・ストリート (Broad Street) に開いた自分の店のリースが切れたのを受けて、ハイ・ストリートに戻って41番地に店を構え、翌1895年には34番地へ移転し、1906年までハイ・ストリートで営業を続けた。
2001年10月10日、ハイ・ストリート83番地にオックスフォードシャー・ブルー・プラーク委員会 (Oxfordshire Blue Plaques Board) によって、サラ・クーパー（Sarah Cooper、1848年 - 1932年）のブルー・プラークが設置された。彼女はマーマレード製造を業とし、夫フランク・クーパー（Frank Cooper、1844年 - 1927年）が経営していた83-84番地の店は、後のジャム製造会社フランク・クーパーズ (Frank Cooper's) の起源となった（現在このブランドは、プレミア・フーズ (Premier Foods) が所有している）。「オックスフォード・マーマレード (Oxford Marmalade)」は、フランク・クーパーズによって有名になった。
1879年6月、著名な植物学者でもあり、後にオックスフォード市長も務めることになったジョージ・クラリッジ・ドルース (George Claridge Druce) が、オックスフォードに移り住み、薬屋 (Druce & Co.) をハイ・ストリート118番地に開いた。この店は、彼が死去した1932年まで存続した。
1998年に開業したオールド・バンク・ホテル (Old Bank Hotel) は、オックスフォードの中心部に135年ぶりに登場した新たなホテルであった。クオド・ブラッセリー (Quod Brasserie) はこのホテルの一部であり、オリオル・ストリート (Oriel Street) とロジック・レイン (Logic Lane) の間にある。

## 論評
建築批評家のニコラウス・ペヴズナーは、1974年に次のように記している。
「ザ・ハイ・ストリートは、世界で最も偉大なストリートのひとつだ。そこには何でもある。(The High Street is one of the world’s great streets. It has everything.)」
ペヴズナーのこの文章は、トーマス・ハーディの小説『日陰者ジュード (Jude the Obscure)』の一節を踏まえたものであったかもしれない。
「そして、そこには街路があった。メイン・ストリートだ。世界中のどこにも、それと同じようなところはない。」
これは、作中で描かれる、オックスフォードが仮託された町クライストミンスター (Christminster) について、ひとりの車夫が発する台詞である。

## 接続する街路
ハイ・ストリートにつながって以下の街路は、それぞれが歴史的重要性をもっている。
- アルフレッド・ストリート (Alfred Street)
- キャット・ストリート (Catte Street)
- コーンマーケット・ストリート (Cornmarket Street)
- キング・エドワード・ストリート (King Edward Street)
- ロジック・レイン (Logic Lane)
- ロングウォール・ストリート (Longwall Street)
- マグパイ・レイン (Magpie Lane)
- マートン・ストリート (Merton Street)
- オリオル・ストリート (Oriel Street)
- クイーンズ・ストリート (Queen Street)
- クイーンズ・レイン (Queen's Lane)
- セント・アルデイツ (St Aldate's)
- タール・ストリート (Turl Street)

## ギャラリー

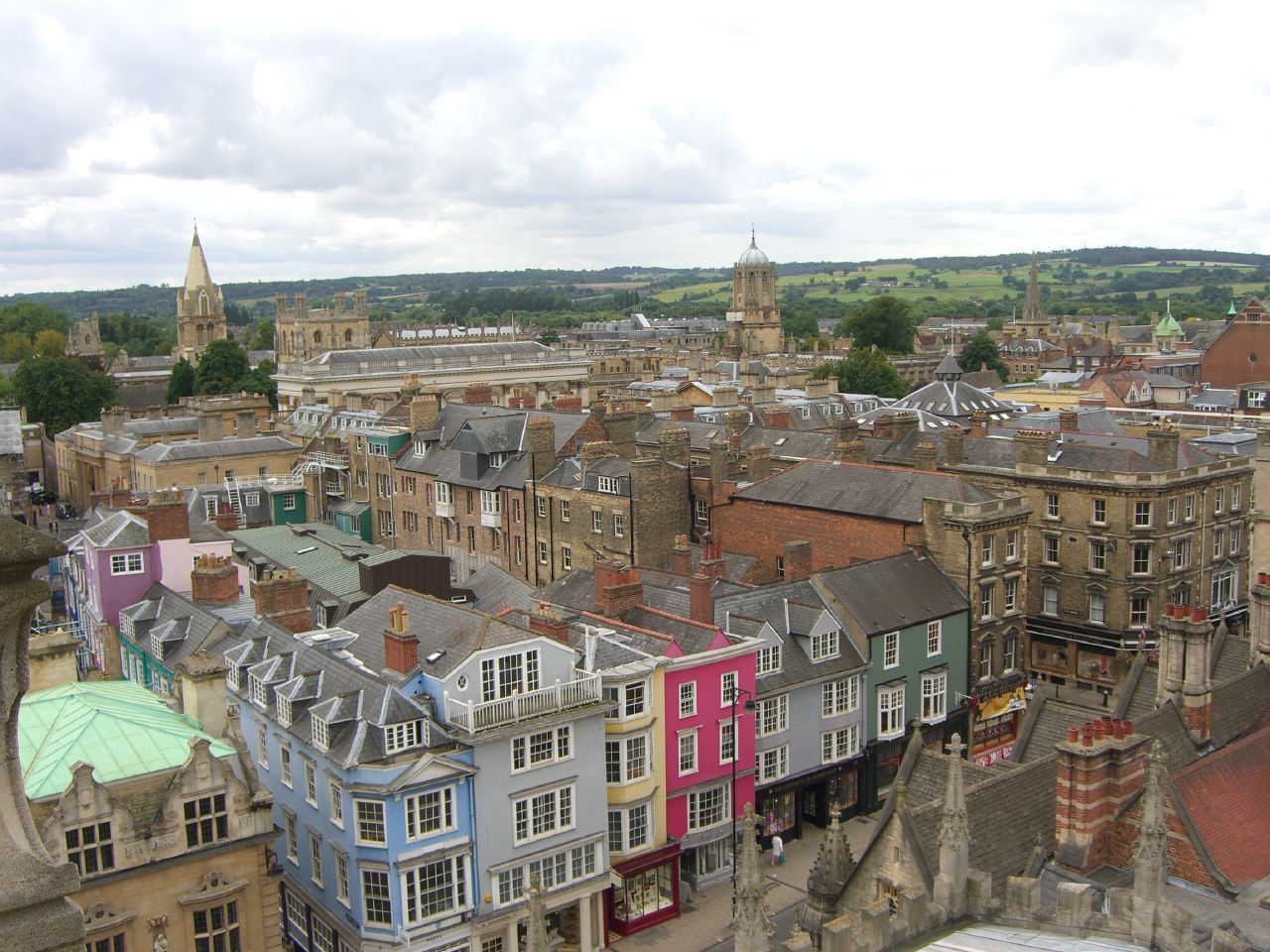
南側の建物を見下ろす。
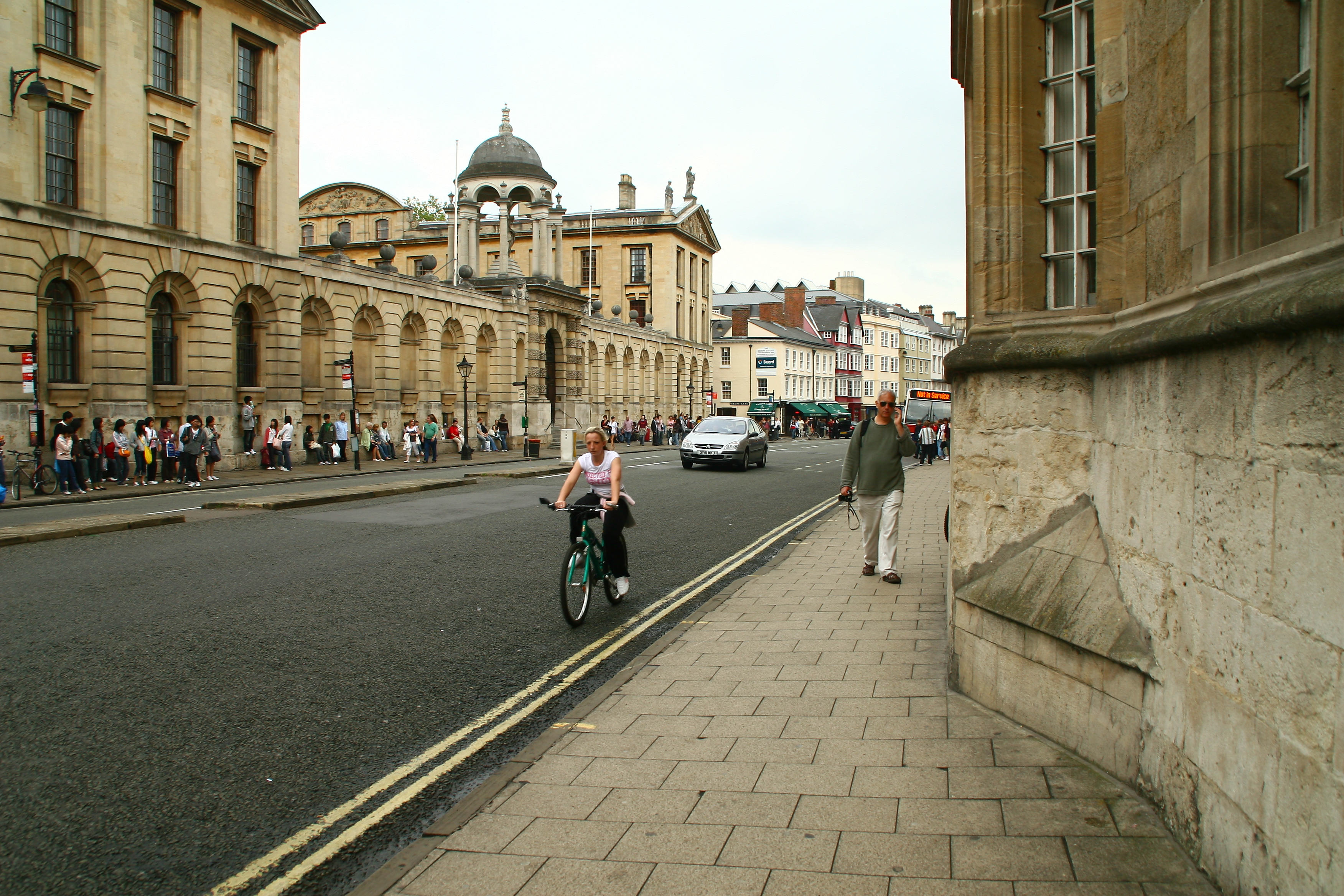
東向きに捉えたザ・クイーンズ・カレッジ
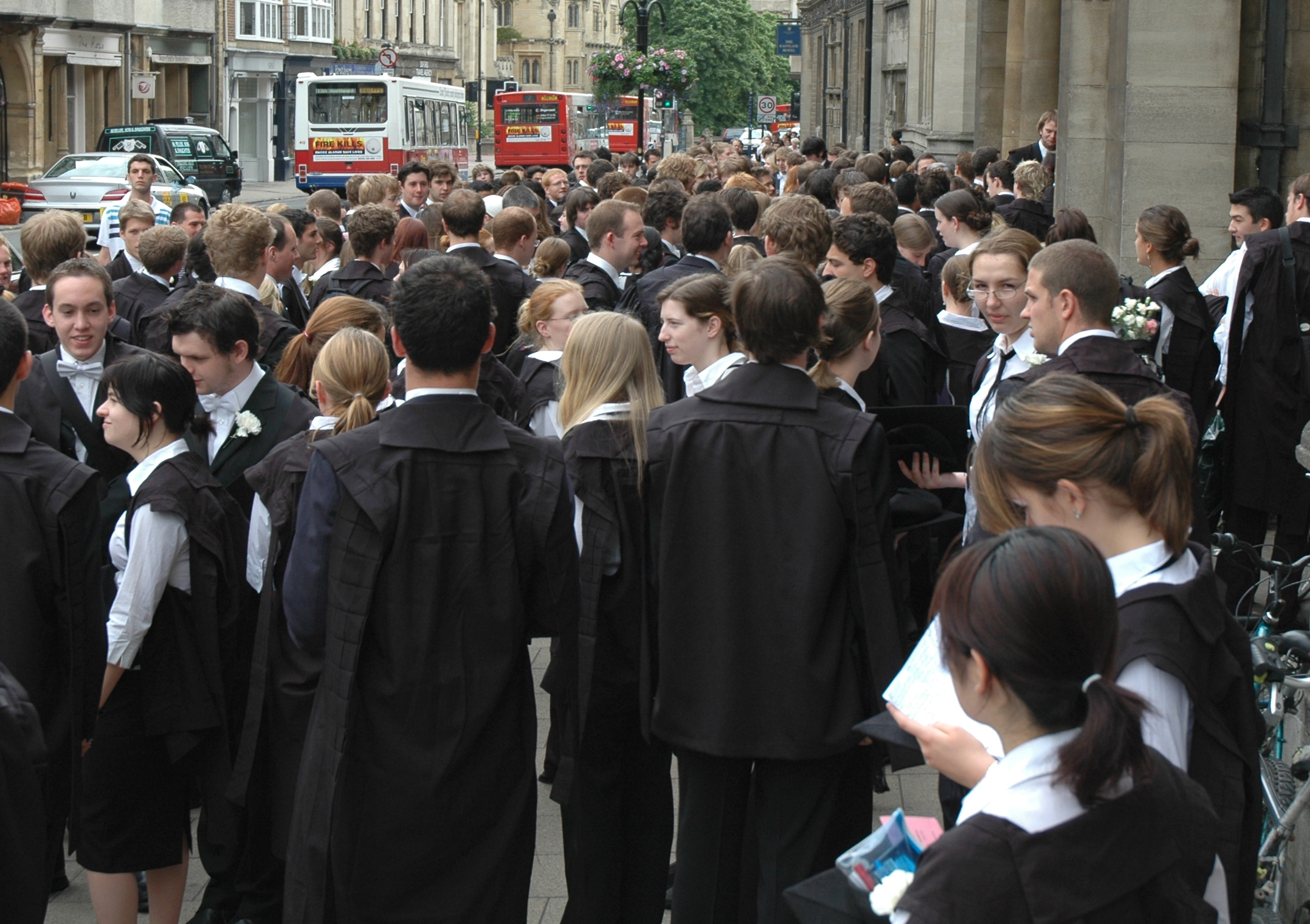
イグザミネーション・ スクールズ前のザ・ハイの路上に集まった学生たち。
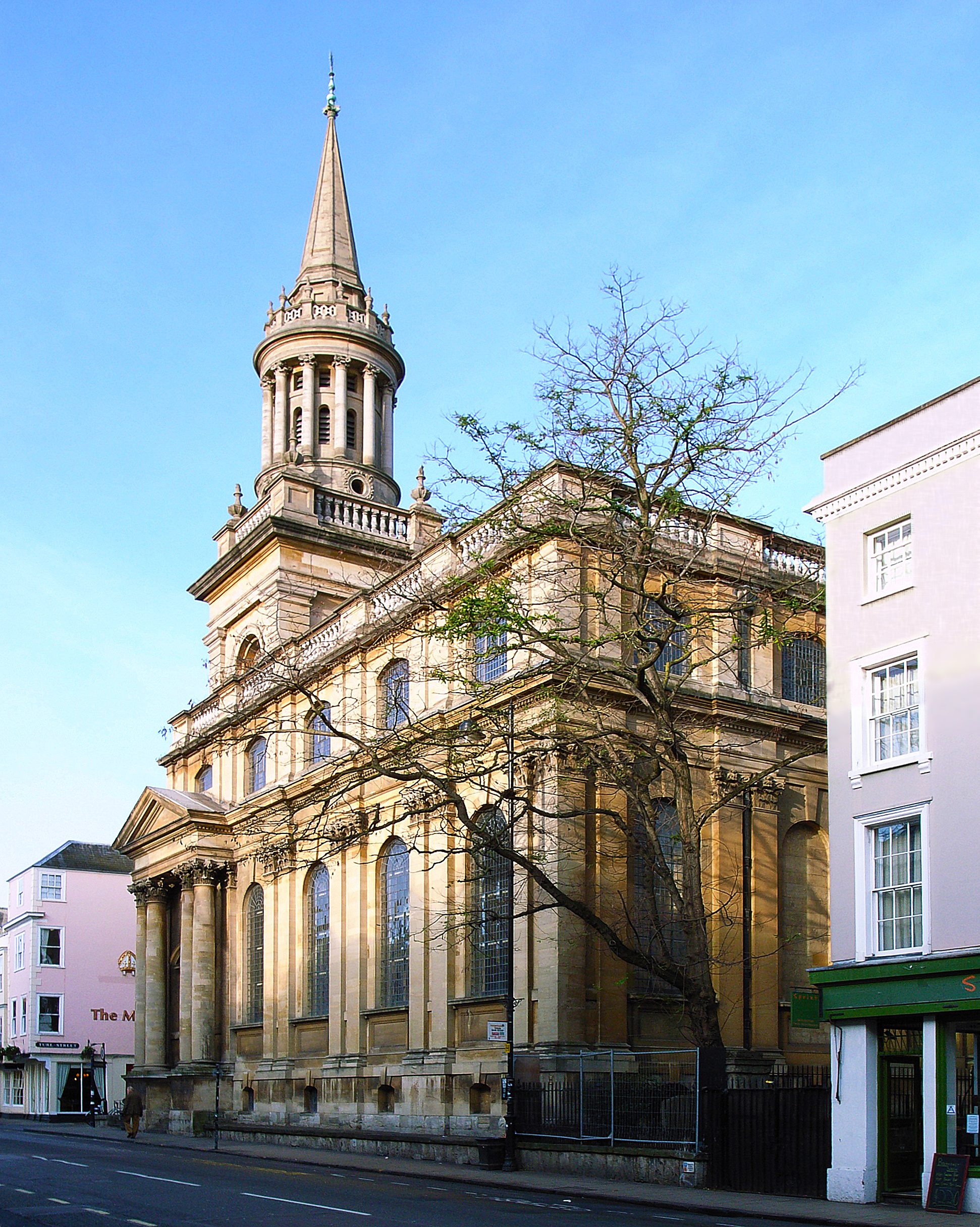
旧オール・セインツ教会、現在のリンカーン・カレッジ図書館。
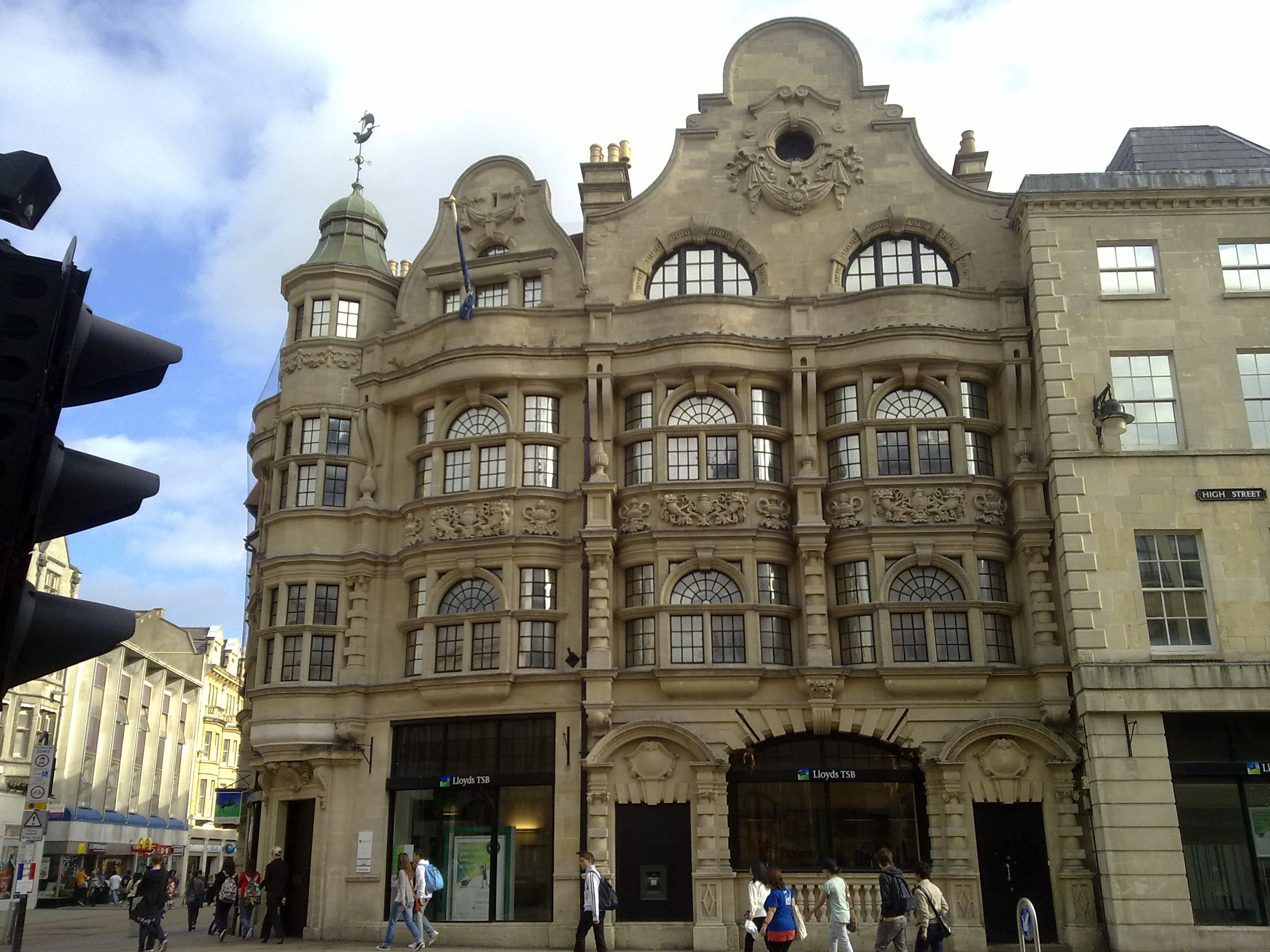
西のはずれ、コーンマーケット・ストリートの角にあるロイズ銀行。
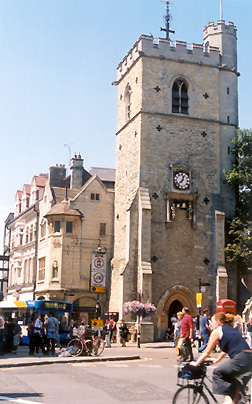
ハイ・ストリートの西のはずれにあるカーファックス。
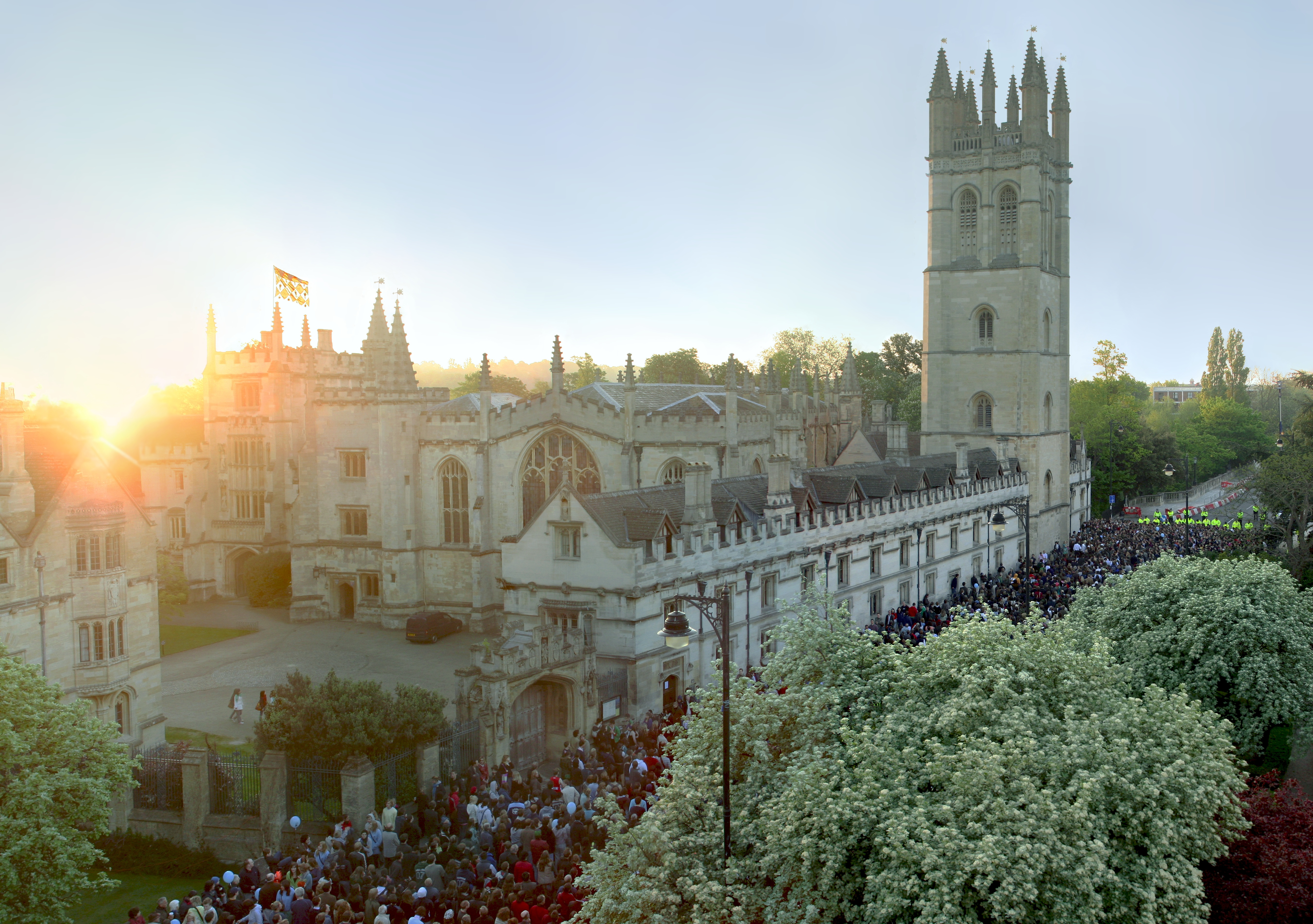
2007年のメイ・モーニングの朝のモードリン・カレッジとハイ・ストリート。
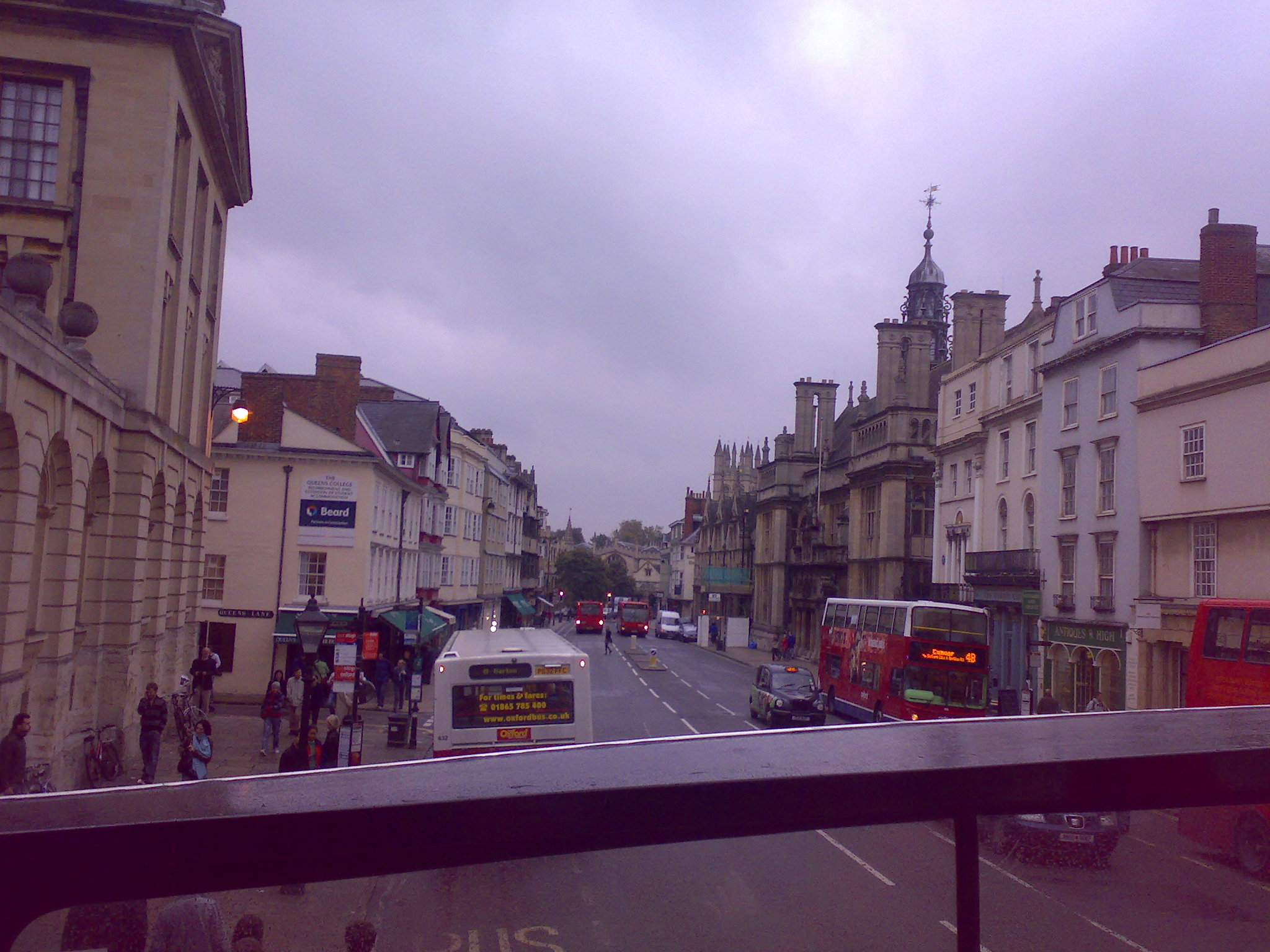
東向きに捉えたザ・クイーンズ・カレッジ入口近くのハイ・ストリート。
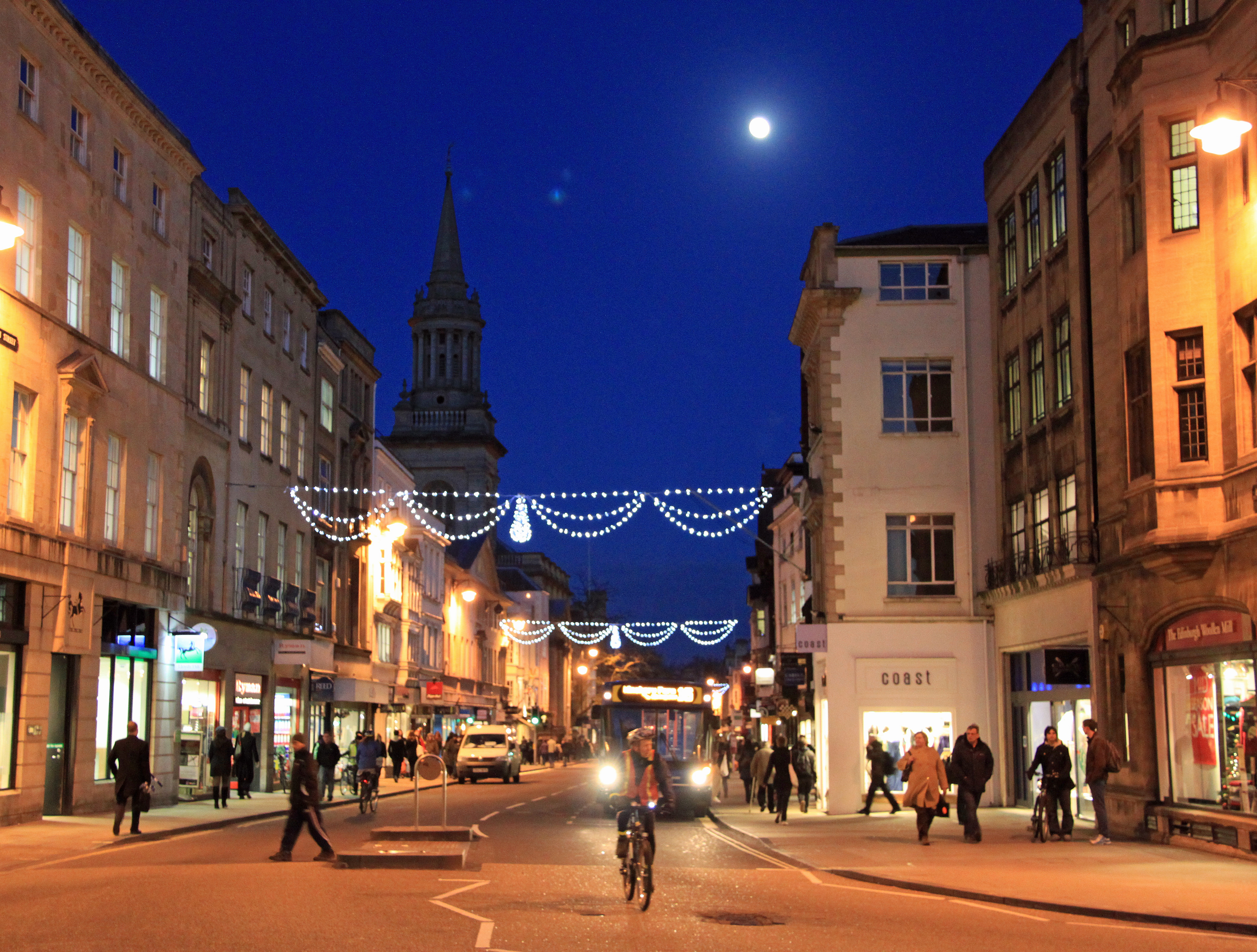
カーファックスから東向きに捉えた、クリスマスの灯りがともるハイ・ストリートの夜景。
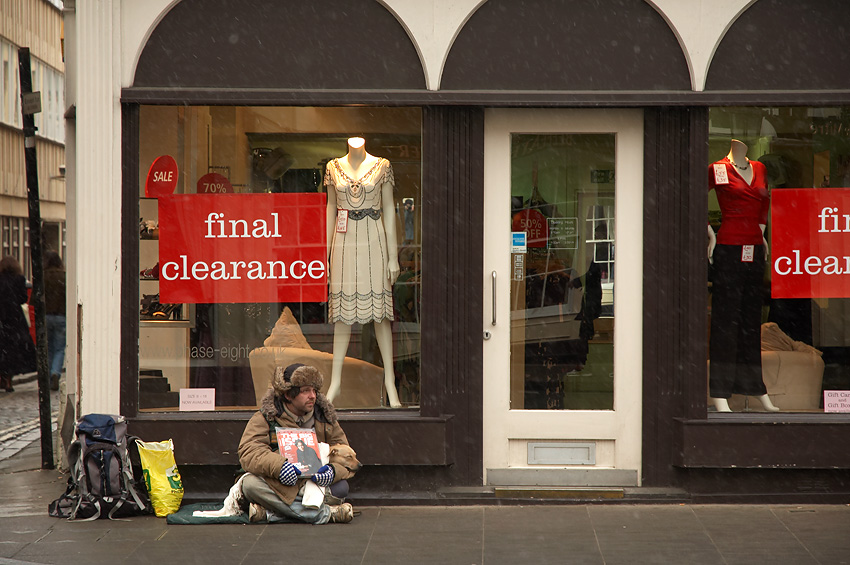
ハイ・ストリートの街頭に立つ『ビッグイシュー』の販売員。
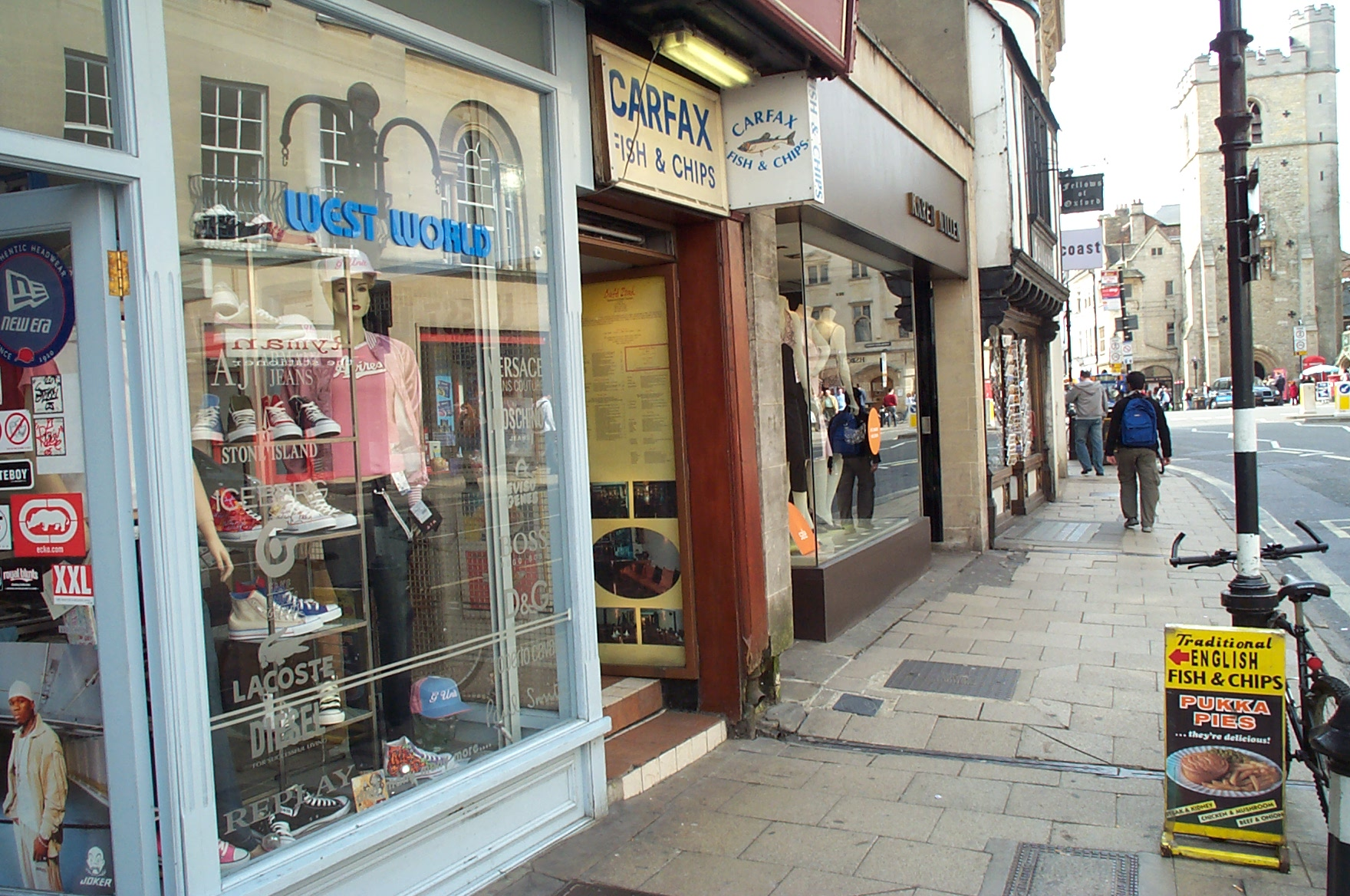
カーファックス近くのハイ・ストリート南側の商店。
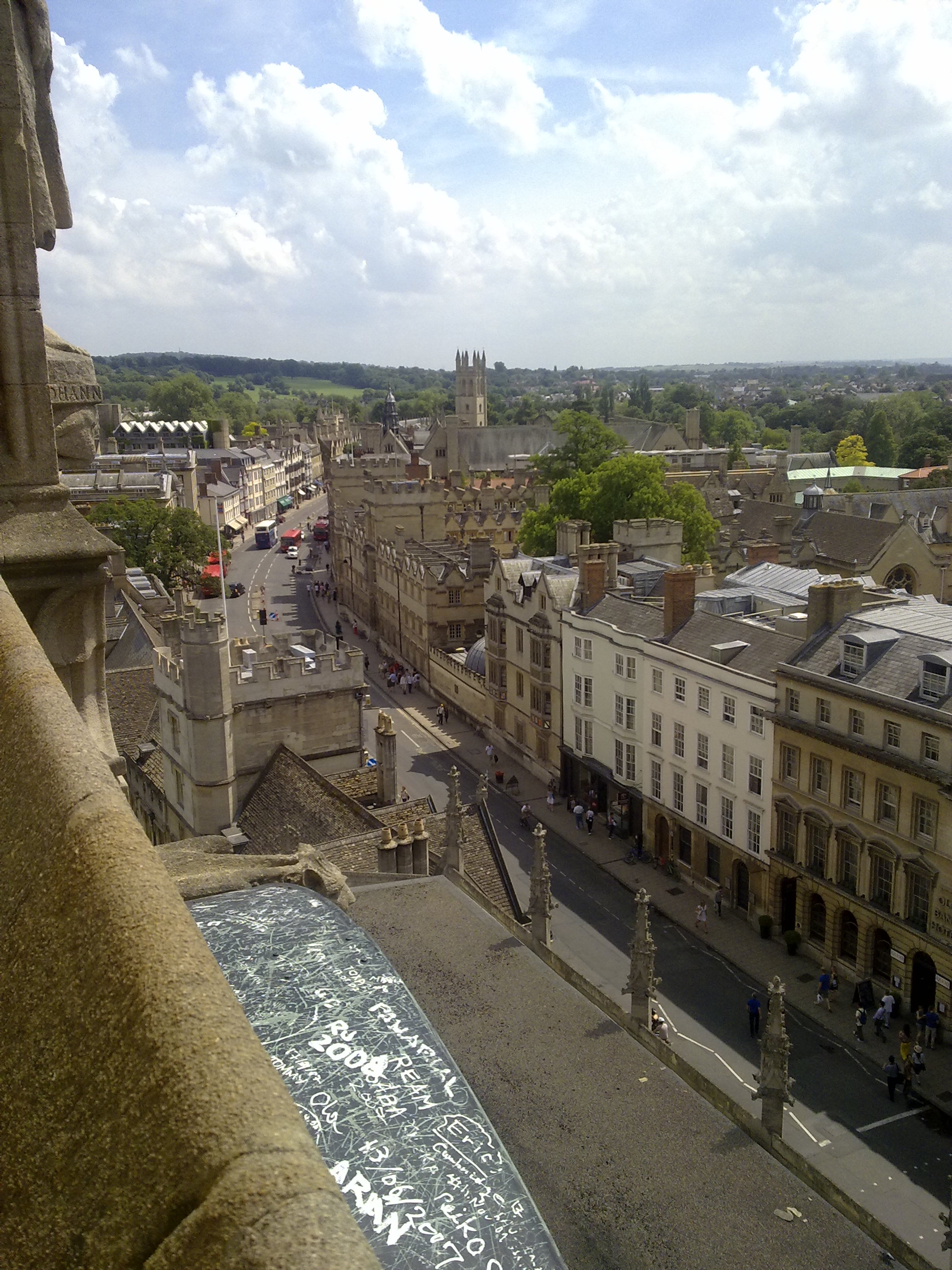
セント・メアリ教会から東向きに捉えたハイ・ストリート。